# 前523年
| 千纪： | 前1千纪 |
| 世纪： | 前7世纪 \| 前6世纪 \| 前5世纪 |
| 年代： | 前550年代 \| 前540年代 \| 前530年代 \| 前520年代 \| 前510年代 \| 前500年代 \| 前490年代                                                                                                |
| 年份： | 前528年 \| 前527年 \| 前526年 \| 前525年 \| 前524年 \| 前523年 \| 前522年 \| 前521年 \| 前520年 \| 前519年 \| 前518年                                                                  |
| 纪年： | 周景王二十二年 魯昭公十九年 齐景公二十五年 晋顷公三年 秦哀公十四年 宋元公九年 楚平王六年 卫灵公十二年 陈惠公十一年 蔡平侯八年 曹悼公元年 郑定公七年 燕平公元年 吳王僚四年 杞平公十三年 |

## 大事記
- 宋元公伐邾，陷蟲邑，邾盡歸鄅俘
- 許悼公買病瘧，飲太子止藥而卒，太子止奔晉，子斯嗣位。
- 楚國築城父，命太子建出鎮。
- 齊國大夫高發攻莒，莒共公庚輿出奔。
- 楚國攻吳國，取州來，築城。
- 鄭國大水。
- 波斯內亂，國王冈比西斯二世自埃及返國途中自殺。

## 逝世
- 子游，鄭國大夫